# Ganoderma zhenningense
Ganoderma zhenningense är en svampart som beskrevs av S.C. He 1995. Ganoderma zhenningense ingår i släktet Ganoderma och familjen Ganodermataceae.   Inga underarter finns listade i Catalogue of Life.